# Dysstroma corussaria
Dysstroma corussaria är en fjärilsart som beskrevs av Charles Oberthür 1880. Dysstroma corussaria ingår i släktet Dysstroma och familjen mätare. Inga underarter finns listade i Catalogue of Life.